# OT-90
OT-90 (Obrněný Transportér vzor 90) je československý obrněný transportér, který vznikl úpravou bojového vozidla pěchoty BVP-1. Dle Smlouvy o konvenčních ozbrojených silách v Evropě, přijaté účastnickými státy 19. listopadu 1990 v Paříži, a Dohody o maximálních úrovních konvenčních zbraní a techniky, se tehdejší Československo zavázalo snížit stavy obrněné techniky. Vzhledem k tomu, že BVP-1 byly opatřeny kanónem ráže 73 mm a patřily ke kategorii bojových vozidel s těžkou výzbrojí, jejichž počet byl dle smlouvy omezený, bylo přistoupeno k přestavbám vozu podle těchto nových dohod.
Z BVP-1 byla sejmuta bojová věž vybavená 73 mm kanónem vz. 71, spřaženým 7,62 mm kulometem PKT a odpalovacím zařízením pro PTŘS 9K11 Maljutka. Ta byla nahrazena v rámci akce "Opera" věží BTR-60Pb z vozidla OT-64 (SKOT), která byla vyzbrojená velkorážním kulometem KPVT ráže 14,5 mm a spřaženým kulometem SGMT vz. 43/66 ráže 7,62 mm, který byl následně měněn za kulomety PKT. Touto úpravou se kvůli posunutí těžiště zhoršily jízdní a plavební vlastnosti vozidla, ve věži byl omezený prostor a neotáčela se s ní podlaha střelce. Vnitřní interkom střelci ztěžoval činnost a nebyl vyřešen odvod zplodin střelby, prostor nabíječe byl malý, byl omezen počet munice. Věž byla oproti vozu méně odolná a byla mechanicky otáčena, což zpomalovalo efektivitu střelby. Tato přestavba byla oficiálně nazvána jako OT–90, neoficiálně se tomuto obrněnému transportéru přezdívalo „Havlův tygr“.
V roce 1992 vznikl v podniku VOP 026 Šternberk, s. p. prototyp modernizované verze OT-90 M1, na kterém bylo realizováno celkem 14 modernizačních prvků, které řešily odstranění nedostatků z přestavby BVP-1 na OT-90 a současně došlo ke zkvalitnění bojových vlastností těchto vozidel. Roku 1993 došlo k další modernizaci a vozidlo dostalo označení OT-90 M2. Věž byla dodatečně opancéřována, byly provedeny další modernizace a úpravy, které z vozidla udělaly moderní stroj odpovídající svému zaměření.

## Speciální verze na bázi OT-90

### DP-90
Dělostřelecká pozorovatelna bez zbraňových systémů ve věži, vybavená automatizovaným systémem řízení palby dělostřelectva a laserovým nebo optickým dálkoměrem. Po vyřazení z výzbroje byla tato vozidla určena pro přestavbu na průzkumné a pozorovací komplety LOS.

### DTP-90
Dílna technické pomoci slouží pro opravy nebo vlečení techniky v bojových podmínkách. Dvě základní verze se liší podle vezeného nářadí a náhradních dílů – pro tanky T-72 nebo bojová vozidla pěchoty (BVP-1 a BVP-2).

### LOS
Průzkumný a pozorovací komplet pro zjišťování, identifikaci a rozpoznávání stacionárních i pohyblivých cílů za účelem plánování a řízení dělostřelecké palby. Senzorová jednotka na teleskopickém výsuvném stožáru umožňuje detekovat cíle ve dne do 10 km, v noci do 6 km.

### OT-90 AMB-S
Zdravotnický obrněný transportér pro vyhledávání raněných na bojišti, poskytování základní zdravotnické pomoci a následný odsun. Vozidlo je vybaveno základním zdravotnickým materiálem, lehátky a sedačkami pro převoz raněných.

### OZ-90
Odsunové zdravotnické vozidlo je vybaveno základním zdravotnický materiálem, lehátky a sedačkami pro převoz raněných. Jeho určením je poskytnutí kvalifikované a zabezpečené první pomoci raněným a jejich rychlý transport z bojiště.

### VOV
Velitelské stanoviště je štábní pracoviště pro mobilní místa velení mechanizovaných jednotek. Verze VOV-1p i mírně odlišná VOV-2p vznikly úpravou podvozku OT-90 a doplněním speciální zástavby s informačními a komunikačními prostředky.

### VP-90
Velitelské pracoviště vzniklo rozšířením spojovacího zařízení a prostředků pro orientaci s cílem vytvořit podmínky pro práci velitelů mechanizovaných jednotek. Modernizovaná verze je označována jako VP-90M1.

### VPV
Obrněné vyprošťovací vozidlo je zařazeno u vybraných mechanizovaných a logistických útvarů, kde se používá pro vyprošťování a evakuaci techniky, provádění technické pomoci a běžných oprav v polních podmínkách.